# Gemeinde (Deutschland)
Die Gemeinde (oder Kommune) ist im politischen System der Bundesrepublik Deutschland als Gebietskörperschaft die unterste Stufe des Verwaltungsaufbaus und Verwaltungsträgerin der kommunalen Selbstverwaltung.
Städte sind (zumeist einwohnerstarke) Gemeinden mit Stadtrecht.
Zum 28. Januar 2025 gab es 10.751 Gemeinden in Deutschland, diese unterteilten sich in 2.057 Städte und 8.694 Gemeinden ohne Stadtrecht.

## Allgemeines

Die Gemeinden, gemeindefreien Gebiete, kreisfreien Städte, Stadtkreise, Regierungsbezirke und Länder Deutschlands (Stand: 1. Januar 2013)

Im Verwaltungsaufbau der Bundesrepublik Deutschland (siehe Abbildung 1) bilden die Gemeinden eine eigene Säule. Die Gemeinden sind nicht Teil der staatlichen (Landes-)Verwaltung, sondern sie verwalten sich selbst. Neben ihren Selbstverwaltungsaufgaben werden ihnen auch staatliche Aufgaben, z. B. Meldewesen oder Standesämter, übertragen. Seit der Reform des Grundgesetzes ist es dem Bund untersagt, den Gemeinden weitere Aufgaben zuzuweisen.
Gemeinden sind die territorial definierten Einheiten des politischen Systems, denen nach der Verfassung die Regelung der „Angelegenheiten der örtlichen Gemeinschaft im Rahmen der Gesetze in eigener Verantwortung“ (Art. 28 Abs. 2 Grundgesetz) übertragen ist. Kommunale Parlamente und politische Verwaltungen sind als formale politische Organe für die Ausgestaltung dieser Aufgabe zuständig. Im Rahmen der Selbstverwaltung sind sie an Gesetze und Verordnungen, nicht jedoch an ministerielle Erlasse und Geschäftsanweisungen oder Kreistagsbeschlüsse gebunden. In der Deutschen Demokratischen Republik waren die Gemeinden seit 1957 zur untersten Stufe der staatlichen Verwaltung reduziert worden.
Die Gemeinden sind Gebietskörperschaften und haben Rechtspersönlichkeit. Sie besitzen Gebietshoheit und „Allzuständigkeit“. Das bedeutet, dass sie grundsätzlich für alle Belange ihres Gebietes zuständig sind. Dies wird durch Landes- und Bundesrecht eingeschränkt. Darüber hinaus gilt der Grundsatz der „Allmitgliedschaft“: dies bedeutet die Mitgliedschaft aller Personen in der (Gebiets-)Körperschaft. Für natürliche Personen ergibt sich die Mitgliedschaft aus dem Wohnsitz, für juristische Personen aus deren Sitz. Um die kommunale Existenz auf Dauer zu sichern, hat der Bundesgesetzgeber die Länder ermächtigt, die Gemeinden vom allgemein geltenden Insolvenzrecht zu befreien und sie für insolvenzunfähig zu erklären (§ 12 Abs. 1 Nr. 2 InsO). Von dieser Möglichkeit haben alle Länder in ihren Gemeindeordnungen Gebrauch gemacht.

### Föderalismus
Deutschland ist ein Staat mit weitläufiger Ausprägung von Föderalismus. Deshalb gibt es viele Unterschiede bei der Organisation, Nomenklatur, Legislative und Exekutive in:
- Ländern (Flächenländer und Stadtstaaten)
- Regierungsbezirken
- Landkreisen
- Gemeinden und Gemeindeverbänden inklusive kreisfreien Städten

Diesen Föderalismus gibt es auch in anderen Staaten, wie zum Beispiel in Österreich und in der Schweiz, aber mit anderen oder weniger Unterschieden zwischen den einzelnen Ebenen der Staats- und Verwaltungsstruktur.

## Gemeindeordnungen
Die Gemeindeordnungen sind die Verfassungen der Gemeinden. Sie regeln die Arbeit der kommunalen Organe wie Verwaltung, Gemeindevertretung, Bürgermeister. Allen Kommunalverfassungen ist die Existenz einer Vertretungskörperschaft, hier der Gemeindevertretung, gemeinsam, der zentrale kommunale Entscheidungen obliegen. Unterschiede gibt es bei der Stellung des Hauptverwaltungsbeamten, des Bürgermeisters. Vier Kommunalverfassungstypen werden unterschieden: süddeutsche- und norddeutsche Ratsverfassung, Bürgermeisterverfassung und Magistratsverfassung.
Innerhalb des gesetzlichen Rahmens der Gemeindeordnungen regeln die Gemeinden ihre Struktur und Abläufe durch die Hauptsatzung und die Geschäftsordnung des Rates.

## Zusammenlegung von Gemeinden

Zeitliche Entwicklung der Zahl der Gemeinden je Land

Nach der modernen Gemeindebildungsphase vor allem Anfang des 19. Jahrhunderts kam es immer wieder zu einzelnen Eingemeindungen, überwiegend im Bereich der stark angewachsenen, mit Nachbargemeinden verschmolzenen Industriestädte. In der alten Bundesrepublik wurden vor allem in der ersten Hälfte der 1970er Jahre von den meisten Ländern unter dem Stichwort Gebietsreform zahlreiche und flächendeckende Gemeindefusionen und Eingemeindungen verfügt, oft gegen den Willen der beteiligten Altgemeinden. Zwischen den Konzepten der (hierarchischen) Eingemeindung und der (gleichberechtigten) Gemeindezusammenlegung lässt sich dabei teilweise nur schwer ein greifbarer Unterschied feststellen. In den Ländern auf dem Gebiet der ehemaligen Deutschen Demokratischen Republik werden seit 1990 ähnliche Gebietsreformen bzw. Gemeindefusionen durchgeführt. In der alten Bundesrepublik kam es nach den Zusammenlegungen der 1970er Jahre nur noch selten zu Eingemeindungen. Meist waren wohl wirtschaftliche Gründe ausschlaggebend, so beispielsweise bei der Eingemeindung von Tennenbronn nach Schramberg am 1. Mai 2006, dem ersten Fall von kommunaler Gebietsänderung in Baden-Württemberg seit 1977.
| Zeitliche Entwicklung der Zahl der Gemeinden je Land (Quelle: Statistische Jahrbücher für die Bundesrepublik Deutschland, Zahlen seit 1982 jeweils zum 1. Januar, vorher jeweils zum 30. Juni) | Zeitliche Entwicklung der Zahl der Gemeinden je Land (Quelle: Statistische Jahrbücher für die Bundesrepublik Deutschland, Zahlen seit 1982 jeweils zum 1. Januar, vorher jeweils zum 30. Juni) | Zeitliche Entwicklung der Zahl der Gemeinden je Land (Quelle: Statistische Jahrbücher für die Bundesrepublik Deutschland, Zahlen seit 1982 jeweils zum 1. Januar, vorher jeweils zum 30. Juni) | Zeitliche Entwicklung der Zahl der Gemeinden je Land (Quelle: Statistische Jahrbücher für die Bundesrepublik Deutschland, Zahlen seit 1982 jeweils zum 1. Januar, vorher jeweils zum 30. Juni) | Zeitliche Entwicklung der Zahl der Gemeinden je Land (Quelle: Statistische Jahrbücher für die Bundesrepublik Deutschland, Zahlen seit 1982 jeweils zum 1. Januar, vorher jeweils zum 30. Juni) | Zeitliche Entwicklung der Zahl der Gemeinden je Land (Quelle: Statistische Jahrbücher für die Bundesrepublik Deutschland, Zahlen seit 1982 jeweils zum 1. Januar, vorher jeweils zum 30. Juni) | Zeitliche Entwicklung der Zahl der Gemeinden je Land (Quelle: Statistische Jahrbücher für die Bundesrepublik Deutschland, Zahlen seit 1982 jeweils zum 1. Januar, vorher jeweils zum 30. Juni) | Zeitliche Entwicklung der Zahl der Gemeinden je Land (Quelle: Statistische Jahrbücher für die Bundesrepublik Deutschland, Zahlen seit 1982 jeweils zum 1. Januar, vorher jeweils zum 30. Juni) | Zeitliche Entwicklung der Zahl der Gemeinden je Land (Quelle: Statistische Jahrbücher für die Bundesrepublik Deutschland, Zahlen seit 1982 jeweils zum 1. Januar, vorher jeweils zum 30. Juni) | Zeitliche Entwicklung der Zahl der Gemeinden je Land (Quelle: Statistische Jahrbücher für die Bundesrepublik Deutschland, Zahlen seit 1982 jeweils zum 1. Januar, vorher jeweils zum 30. Juni) | Zeitliche Entwicklung der Zahl der Gemeinden je Land (Quelle: Statistische Jahrbücher für die Bundesrepublik Deutschland, Zahlen seit 1982 jeweils zum 1. Januar, vorher jeweils zum 30. Juni) | Zeitliche Entwicklung der Zahl der Gemeinden je Land (Quelle: Statistische Jahrbücher für die Bundesrepublik Deutschland, Zahlen seit 1982 jeweils zum 1. Januar, vorher jeweils zum 30. Juni) | Zeitliche Entwicklung der Zahl der Gemeinden je Land (Quelle: Statistische Jahrbücher für die Bundesrepublik Deutschland, Zahlen seit 1982 jeweils zum 1. Januar, vorher jeweils zum 30. Juni) | Zeitliche Entwicklung der Zahl der Gemeinden je Land (Quelle: Statistische Jahrbücher für die Bundesrepublik Deutschland, Zahlen seit 1982 jeweils zum 1. Januar, vorher jeweils zum 30. Juni) | Zeitliche Entwicklung der Zahl der Gemeinden je Land (Quelle: Statistische Jahrbücher für die Bundesrepublik Deutschland, Zahlen seit 1982 jeweils zum 1. Januar, vorher jeweils zum 30. Juni) | Zeitliche Entwicklung der Zahl der Gemeinden je Land (Quelle: Statistische Jahrbücher für die Bundesrepublik Deutschland, Zahlen seit 1982 jeweils zum 1. Januar, vorher jeweils zum 30. Juni) | Zeitliche Entwicklung der Zahl der Gemeinden je Land (Quelle: Statistische Jahrbücher für die Bundesrepublik Deutschland, Zahlen seit 1982 jeweils zum 1. Januar, vorher jeweils zum 30. Juni) | Zeitliche Entwicklung der Zahl der Gemeinden je Land (Quelle: Statistische Jahrbücher für die Bundesrepublik Deutschland, Zahlen seit 1982 jeweils zum 1. Januar, vorher jeweils zum 30. Juni) | Zeitliche Entwicklung der Zahl der Gemeinden je Land (Quelle: Statistische Jahrbücher für die Bundesrepublik Deutschland, Zahlen seit 1982 jeweils zum 1. Januar, vorher jeweils zum 30. Juni) | Zeitliche Entwicklung der Zahl der Gemeinden je Land (Quelle: Statistische Jahrbücher für die Bundesrepublik Deutschland, Zahlen seit 1982 jeweils zum 1. Januar, vorher jeweils zum 30. Juni) |
| Jahr | BW | BY | BE* | HB | HH | HE | NI | NW | RP | SL | SH | BRD alt | | | | | | | BRD gesamt |
| --- | --- | --- | --- | --- | --- | --- | --- | --- | --- | --- | --- | --- | --- | --- | --- | --- | --- | --- | --- |
| 1952 | 3.382 | 7.123 | 1 | 2 | 1 | 2.706 | 4.276 | 2.381 | 2.912 | | 1.392 | 24.175 | | | | | | | 24.175 |
| 1953 | 3.384 | 7.128 | 1 | 2 | 1 | 2.707 | 4.284 | 2.382 | 2.917 | 1.394 | 24.199 | 24.199 | | | | | | | |
| 1954 | 3.383 | 7.126 | 1 | 2 | 1 | 2.707 | 4.283 | 2.383 | 2.919 | 1.395 | 24.199 | 24.199 | | | | | | | |
| 1955 | 3.383 | 7.127 | 1 | 2 | 1 | 2.706 | 4.283 | 2.383 | 2.919 | 1.396 | | 24.200 | | | | | | | |
| 1956 | 3.383 | 7.125 | 1 | 2 | 1 | 2.706 | 4.282 | 2.383 | 2.919 | 1.399 | | 24.200 | | | | | | | |
| 1957 | 3.382 | 7.126 | 1 | 2 | 1 | 2.705 | 4.279 | 2.372 | 2.918 | 1.399 | 24.184 | 24.184 | | | | | | | |
| 1958 | 3.381 | 7.126 | 1 | 2 | 1 | 2.701 | 4.276 | 2.372 | 2.918 | 1.400 | 24.177 | 24.177 | | | | | | | |
| 1959 | 3.380 | 7.118 | 1 | 2 | 1 | 2.700 | 4.273 | 2.371 | 2.919 | 346 | 1.399 | 24.509 | 24.509 | | | | | | |
| 1960 | 3.381 | 7.116 | 1 | 2 | 1 | 2.700 | 4.273 | 2.371 | 2.918 | 347 | 1.395 | 24.504 | 24.504 | | | | | | |
| 1961 | 3.381 | 7.116 | 1 | 2 | 1 | 2.699 | 4.278 | 2.365 | 2.919 | 347 | 1.395 | 24.503 | 24.503 | | | | | | |
| 1962 | 3.381 | 7.110 | 1 | 2 | 1 | 2.697 | 4.275 | 2.364 | 2.920 | 347 | 1.393 | 24.490 | 24.490 | | | | | | |
| 1963 | 3.381 | 7.107 | 1 | 2 | 1 | 2.697 | 4.264 | 2.364 | 2.920 | 347 | 1.392 | 24.476 | 24.476 | | | | | | |
| 1964 | 3.382 | 7.101 | 1 | 2 | 1 | 2.695 | 4.256 | 2.370 | 2.920 | 348 | 1.392 | 24.468 | 24.468 | | | | | | |
| 1965 | 3.382 | 7.097 | 1 | 2 | 1 | 2.693 | 4.249 | 2.362 | 2.921 | 347 | 1.389 | 24.444 | 24.444 | | | | | | |
| 1966 | 3.380 | 7.087 | 1 | 2 | 1 | 2.693 | 4.244 | 2.355 | 2.920 | 347 | 1.381 | 24.411 | 24.411 | | | | | | |
| 1967 | 3.379 | 7.083 | 1 | 2 | 1 | 2.689 | 4.236 | 2.334 | 2.916 | 347 | 1.380 | 24.368 | 24.368 | | | | | | |
| 1968 | 3.379 | 7.077 | 1 | 2 | 1 | 2.684 | 4.231 | 2.277 | 2.905 | 347 | 1.378 | 24.282 | 24.282 | | | | | | |
| 1969 | 3.375 | 7.067 | 1 | 2 | 1 | 2.662 | 4.158 | 2.049 | 2.592 | 347 | 1.375 | 23.629 | 23.629 | | | | | | |
| 1970 | 3.350 | 7.004 | 1 | 2 | 1 | 2.622 | 4.088 | 1.276 | 2.588 | 346 | 1.272 | 22.550 | 22.550 | | | | | | |
| 1971 | 3.350 | 7.004 | 1 | 2 | 1 | 2.622 | 4.091 | 1.277 | 2.544 | 346 | 1.272 | 22.510 | 22.510 | | | | | | |
| 1972 | 2.439 | 5.110 | 1 | 2 | 1 | 1.123 | 3.987 | 1.139 | 2.476 | 345 | 1.258 | 17.881 | 17.881 | | | | | | |
| 1973 | 2.147 | 4.383 | 1 | 2 | 1 | 848 | 2.571 | 984 | 2.469 | 345 | 1.258 | 15.009 | 15.009 | | | | | | |
| 1974 | 1.868 | 4.301 | 1 | 2 | 1 | 741 | 1.038 | 984 | 2.371 | 50 | 1.177 | 12.534 | 12.534 | | | | | | |
| 1975 | 1.119 | 4.177 | 1 | 2 | 1 | 598 | 1.035 | 393 | 2.350 | 50 | 1.170 | 10.896 | 10.896 | | | | | | |
| 1976 | 1.113 | 4.037 | 1 | 2 | 1 | 598 | 1.032 | 395 | 2.325 | 50 | 1.164 | 10.718 | 10.718 | | | | | | |
| 1977 | 1.111 | 3.913 | 1 | 2 | 1 | 423 | 1.030 | 396 | 2.321 | 50 | 1.158 | 10.406 | 10.406 | | | | | | |
| 1978 | 1.111 | 2.052 | 1 | 2 | 1 | 423 | 1.030 | 396 | 2.320 | 50 | 1.132 | 8.518 | 8.518 | | | | | | |
| 1979 | 1.111 | 2.053 | 1 | 2 | 1 | 423 | 1.030 | 396 | 2.303 | 50 | 1.132 | 8.502 | 8.502 | | | | | | |
| 1980 | 1.111 | 2.048 | 1 | 2 | 1 | 427 | 1.029 | 396 | 2.303 | 50 | 1.132 | 8.500 | 8.500 | | | | | | |
| 1981 | 1.111 | 2.050 | 1 | 2 | 1 | 427 | 1.031 | 396 | 2.303 | 50 | 1.132 | 8.504 | 8.504 | | | | | | |
| 1982 | 1.111 | 2.050 | 1 | 2 | 1 | 427 | 1.031 | 396 | 2.303 | 52 | 1.131 | 8.505 | 8.505 | | | | | | |
| 1983 | 1.111 | 2.050 | 1 | 2 | 1 | 427 | 1.031 | 396 | 2.303 | 52 | 1.131 | 8.505 | 8.505 | | | | | | |
| 1984 | 1.111 | 2.052 | 1 | 2 | 1 | 427 | 1.031 | 396 | 2.303 | 52 | 1.131 | 8.507 | 8.507 | | | | | | |
| 1985 | 1.111 | 2.051 | 1 | 2 | 1 | 427 | 1.031 | 396 | 2.303 | 52 | 1.131 | 8.506 | 8.506 | | | | | | |
| 1986 | 1.111 | 2.051 | 1 | 2 | 1 | 427 | 1.031 | 396 | 2.303 | 52 | 1.131 | 8.506 | 8.506 | | | | | | |
| 1987 | 1.111 | 2.051 | 1 | 2 | 1 | 427 | 1.031 | 396 | 2.303 | 52 | 1.131 | 8.506 | 8.506 | | | | | | |
| 1988 | 1.111 | 2.051 | 1 | 2 | 1 | 426 | 1.030 | 396 | 2.303 | 52 | 1.131 | 8.504 | 8.504 | | | | | | |
| 1989 | 1.111 | 2.051 | 1 | 2 | 1 | 426 | 1.031 | 396 | 2.303 | 52 | 1.131 | 8.505 | 8.505 | | | | | | |
| 1990 | 1.111 | 2.051 | 1 | 2 | 1 | 426 | 1.031 | 396 | 2.304 | 52 | 1.131 | 8.506 | 8.506 | | | | | | |
| | | | | | | | | | | | | | | | | | | | |
| Jahr | BW | BY | BE* | HB | HH | HE | NI | NW | RP | SL | SH | BRD alt | BB | MV | SN | ST | TH | BRD neu | BRD gesamt |
| 1991 | 1.111 | 2.051 | 1 | 2 | 1 | 426 | 1.031 | 396 | 2.304 | 52 | 1.131 | 8.506 | 1.794 | 1.124 | 1.626 | 1.367 | 1.710 | 7.621 | 16.127 |
| 1992 | 1.111 | 2.051 | 1 | 2 | 1 | 426 | 1.030 | 396 | 2.304 | 52 | 1.131 | 8.505 | 1.793 | 1.123 | 1.623 | 1.361 | 1.690 | 7.590 | 16.095 |
| 1993 | 1.111 | 2.051 | 1 | 2 | 1 | 426 | 1.030 | 396 | 2.304 | 52 | 1.131 | 8.505 | 1.813 | 1.100 | 1.614 | 1.354 | 1.657 | 7.538 | 16.043 |
| 1994 | 1.111 | 2.051 | 1 | 2 | 1 | 426 | 1.031 | 396 | 2.304 | 52 | 1.131 | 8.506 | 1.700 | 1.084 | 1.564 | 1.330 | 1.586 | 7.264 | 15.770 |
| 1995 | 1.111 | 2.056 | 1 | 2 | 1 | 426 | 1.031 | 396 | 2.305 | 52 | 1.131 | 8.512 | 1.700 | 1.080 | 968 | 1.304 | 1.241 | 6.293 | 14.805 |
| 1996 | 1.111 | 2.056 | 1 | 2 | 1 | 426 | 1.032 | 396 | 2.305 | 52 | 1.131 | 8.513 | 1.696 | 1.079 | 860 | 1.300 | 1.179 | 6.114 | 14.627 |
| 1997 | 1.111 | 2.056 | 1 | 2 | 1 | 426 | 1.032 | 396 | 2.305 | 52 | 1.131 | 8.513 | 1.696 | 1.079 | 808 | 1.299 | 1.063 | 5.945 | 14.458 |
| 1998 | 1.111 | 2.056 | 1 | 2 | 1 | 426 | 1.032 | 396 | 2.305 | 52 | 1.131 | 8.513 | 1.565 | 1.077 | 802 | 1.298 | 1.053 | 5.795 | 14.308 |
| 1999 | 1.111 | 2.056 | 1 | 2 | 1 | 426 | 1.032 | 396 | 2.305 | 52 | 1.130 | 8.512 | 1.489 | 1.069 | 779 | 1.295 | 1.053 | 5.685 | 14.197 |
| 2000 | 1.111 | 2.056 | 1 | 2 | 1 | 426 | 1.032 | 396 | 2.306 | 52 | 1.130 | 8.513 | 1.479 | 1.010 | 545 | 1.289 | 1.018 | 5.341 | 13.854 |
| 2001 | 1.111 | 2.056 | 1 | 2 | 1 | 426 | 1.032 | 396 | 2.306 | 52 | 1.130 | 8.513 | 1.474 | 1.000 | 544 | 1.289 | 1.017 | 5.324 | 13.837 |
| 2002 | 1.111 | 2.056 | 1 | 2 | 1 | 426 | 1.026 | 396 | 2.306 | 52 | 1.130 | 8.507 | 1.092 | 989 | 539 | 1.272 | 1.017 | 4.909 | 13.416 |
| 2003 | 1.111 | 2.056 | 1 | 2 | 1 | 426 | 1.026 | 396 | 2.306 | 52 | 1.129 | 8.506 | 886 | 979 | 535 | 1.235 | 1.007 | 4.642 | 13.148 |
| 2004 | 1.111 | 2.056 | 1 | 2 | 1 | 426 | 1.026 | 396 | 2.305 | 52 | 1.125 | 8.501 | 436 | 964 | 525 | 1.197 | 1.006 | 4.128 | 12.629 |
| 2005 | 1.111 | 2.056 | 1 | 2 | 1 | 426 | 1.026 | 396 | 2.305 | 52 | 1.125 | 8.501 | 421 | 873 | 519 | 1.118 | 998 | 3.929 | 12.431 |
| 2006 | 1.111 | 2.056 | 1 | 2 | 1 | 426 | 1.025 | 396 | 2.306 | 52 | 1.125 | 8.501 | 420 | 851 | 514 | 1.056 | 998 | 3.839 | 12.340 |
| 2007 | 1.110 | 2.056 | 1 | 2 | 1 | 426 | 1.024 | 396 | 2.306 | 52 | 1.125 | 8.499 | 420 | 849 | 510 | 1.042 | 992 | 3.813 | 12.312 |
| 2008 | 1.109 | 2.056 | 1 | 2 | 1 | 426 | 1.024 | 396 | 2.306 | 52 | 1.124 | 8.497 | 420 | 849 | 502 | 1.027 | 968 | 3.766 | 12.263 |
| 2009 | 1.109 | 2.056 | 1 | 2 | 1 | 426 | 1.024 | 396 | 2.306 | 52 | 1.119 | 8.492 | 420 | 848 | 496 | 1.012 | 959 | 3.735 | 12.227 |
| 2010 | 1.102 | 2.056 | 1 | 2 | 1 | 426 | 1.024 | 396 | 2.306 | 52 | 1.116 | 8.482 | 419 | 817 | 488 | 836 | 951 | 3.511 | 11.993 |
| 2011 | 1.102 | 2.056 | 1 | 2 | 1 | 426 | 1.024 | 396 | 2.306 | 52 | 1.116 | 8.482 | 419 | 814 | 485 | 300 | 942 | 2.960 | 11.442 |
| 2012 | 1.101 | 2.056 | 1 | 2 | 1 | 426 | 1.010 | 396 | 2.306 | 52 | 1.116 | 8.467 | 419 | 805 | 468 | 220 | 913 | 2.825 | 11.292 |
| 2013 | 1.101 | 2.056 | 1 | 2 | 1 | 426 | 1.007 | 396 | 2.306 | 52 | 1.115 | 8.463 | 419 | 780 | 438 | 219 | 878 | 2.734 | 11.197 |
| 2014 | 1.101 | 2.056 | 1 | 2 | 1 | 426 | 991 | 396 | 2.306 | 52 | 1.110 | 8.442 | 418 | 777 | 432 | 218 | 849 | 2.694 | 11.136 |
| 2015 | 1.101 | 2.056 | 1 | 2 | 1 | 426 | 971 | 396 | 2.305 | 52 | 1.110 | 8.421 | 418 | 755 | 430 | 218 | 849 | 2.670 | 11.091 |
| 2016 | 1.101 | 2.056 | 1 | 2 | 1 | 426 | 971 | 396 | 2.305 | 52 | 1.110 | 8.421 | 417 | 753 | 426 | 218 | 849 | 2.663 | 11.084 |
| 2017 | 1.101 | 2.056 | 1 | 2 | 1 | 426 | 944 | 396 | 2.305 | 52 | 1.110 | 8.394 | 417 | 753 | 423 | 218 | 849 | 2.660 | 11.054 |
| 2018 | 1.101 | 2.056 | 1 | 2 | 1 | 423 | 943 | 396 | 2.304 | 52 | 1.110 | 8.389 | 417 | 750 | 421 | 218 | 849 | 2.655 | 11.044 |
| 2019 | 1.101 | 2.056 | 1 | 2 | 1 | 423 | 943 | 396 | 2.304 | 52 | 1.106 | 8.383 | 417 | 745 | 419 | 218 | 664 | 2.465 | 10.848 |
| 2020 | 1.101 | 2.056 | 1 | 2 | 1 | 422 | 942 | 396 | 2.302 | 52 | 1.106 | 8.381 | 417 | 726 | 419 | 218 | 634 | 2.414 | 10.795 |
| 2021 | 1.101 | 2.056 | 1 | 2 | 1 | 422 | 942 | 396 | 2.301 | 52 | 1.106 | 8.380 | 416 | 726 | 419 | 218 | 631 | 2.410 | 10.790 |
| 2022 | 1.101 | 2.056 | 1 | 2 | 1 | 422 | 939 | 396 | 2.301 | 52 | 1.106 | 8.377 | 416 | 726 | 419 | 218 | 631 | 2.410 | 10.787 |
| 2023 | 1.101 | 2.056 | 1 | 2 | 1 | 421 | 939 | 396 | 2.301 | 52 | 1.106 | 8.376 | 413 | 726 | 418 | 218 | 624 | 2.399 | 10.775 |
| 2024 | 1.101 | 2.056 | 1 | 2 | 1 | 421 | 939 | 396 | 2.301 | 52 | 1.104 | 8.374 | 413 | 725 | 418 | 218 | 605 | 2.379 | 10.753 |
| 2025 | 1.101 | 2.056 | 1 | 2 | 1 | 421 | 939 | 396 | 2.300 | 52 | 1.104 | 8.373 | 413 | 724 | 418 | 218 | 605 | 2.378 | 10.751 |
| Jahr | BW | BY | BE* | HB | HH | HE | NI | NW | RP | SL | SH | BRD alt | BB | MV | SN | ST | TH | BRD neu | BRD gesamt |

- bis 1990 ohne Ost-Berlin

Für Übersichten von Gemeindefusionen nach Bundesländern siehe:

## Gemeinden nach Einwohnern
Die folgende Tabelle gruppiert die Gemeinden nach Einwohnern. Als Grundlage dienen die Einwohnerzahlen vom 31. Dezember 2023.
| Einwohner              | ohne St.-R. | mit St.-R. | gesamt |
| ---------------------- | ----------- | ---------- | ------ |
| [0, 10)                |             |            | 0      |
| [10, 20)               | 9           |            | 9      |
| [20, 50)               | 46          |            | 46     |
| [50, 100)              | 150         |            | 150    |
| [100, 200)             | 453         |            | 453    |
| [200, 500)             | 1.403       | 3          | 1.406  |
| [500, 1.000)           | 1.702       | 8          | 1.710  |
| [1.000, 2.000)         | 1.777       | 53         | 1.830  |
| [2.000, 5.000)         | 1.866       | 307        | 2.173  |
| [5.000, 10.000)        | 890         | 480        | 1.370  |
| [10.000, 20.000)       | 383         | 527        | 910    |
| [20.000, 50.000)       | 38          | 481        | 519    |
| [50.000, 100.000)      |             | 114        | 114    |
| [100.000, 200.000)     |             | 43         | 43     |
| [200.000, 500.000)     |             | 25         | 25     |
| [500.000, 1.000.000)   |             | 11         | 11     |
| [1.000.000, 2.000.000) |             | 3          | 3      |
| [2.000.000, 5.000.000) |             | 1          | 1      |

Der Tabelle lässt sich schnell entnehmen, dass Deutschland 3+1=4 Millionenstädte und 43+25+11+3+1=83 Großstädte besitzt. Die größte Gemeinde Deutschlands ohne Stadtrecht hat laut Tabelle weniger als 50.000 Einwohner, es handelt sich um Seevetal im Landkreis Harburg in Niedersachsen mit 42.880 Einwohnern. Die kleinste Stadt Deutschlands ist Arnis im Kreis Schleswig-Flensburg in Schleswig-Holstein mit 254 Einwohnern.
Des Weiteren entnimmt man der Tabelle, dass Deutschland 481+114=595 Mittelstädte im engeren Sinne besitzt, so wie 519+114=633 im weiteren (hier zählen auch Gemeinden dazu, die keine Städte sind). Neu – verglichen mit den Einwohnerdaten des Vorjahres – ist, dass es nun keine Gemeinde mit unter zehn Einwohnern mehr gibt. Den Titel der kleinsten Gemeinden Deutschlands teilen sich dieses Jahr Gröde und Wiedenborstel mit jeweils zehn Einwohnern.

## Gemeinden nach Ländern
Gemeinde- und Einwohnerdaten vom 31. Dezember 2023
| Land                    | Gemeinden | davon Städte | mittlere Einwohnerzahl (Median) | Fläche in km² (Median) |
| ----------------------- | --------- | ------------ | ------------------------------- | ---------------------- |
| Baden-Württemberg       | 1.101     | 316          | 4.930                           | 23,32                  |
| Bayern                  | 2.056     | 317          | 2.932                           | 26,41                  |
| Berlin                  | 1         | 1            | 3.782.202                       | 891,12                 |
| Brandenburg             | 413       | 113          | 1.809                           | 43,75                  |
| Freie Hansestadt Bremen | 2         | 2            | 345.852                         | 209,81                 |
| Hamburg                 | 1         | 1            | 1.910.160                       | 755,09                 |
| Hessen                  | 421       | 191          | 8.147                           | 41,94                  |
| Mecklenburg-Vorpommern  | 726       | 84           | 696                             | 23,86                  |
| Niedersachsen           | 939       | 159          | 2.379                           | 30,94                  |
| Nordrhein-Westfalen     | 396       | 272          | 21.217                          | 74,86                  |
| Rheinland-Pfalz         | 2.301     | 130          | 564                             | 5,75                   |
| Saarland                | 52        | 17           | 14.318                          | 41,95                  |
| Sachsen                 | 418       | 169          | 3.793                           | 35,28                  |
| Sachsen-Anhalt          | 218       | 104          | 3.592                           | 68,36                  |
| Schleswig-Holstein      | 1.104     | 63           | 697                             | 10,71                  |
| Thüringen               | 624       | 117          | 658                             | 10,07                  |
| Deutschland             | 10.773    | 2.056        | 1.838                           | 19,32                  |

### Berlin
Einheitsgemeinde, keine Trennung der Aufgaben der Kommune und des Landes

### Hamburg
Einheitsgemeinde, keine Trennung der Aufgaben der Kommune und des Landes

## Aufgaben und Leistungen
Die Gemeinden sind dem öffentlichen Wohl verpflichtet, sodass ihre Betätigung sowohl einen öffentlichen Zweck erfüllt als auch der Daseinsvorsorge dient.
Neben Pflichtaufgaben (etwa Meldewesen, Abfallbeseitigung, Straßenreinigung) gibt es freiwillige Leistungen (meist im Sozial- und Kulturbereich wie Theater, Sport, Stadtbibliothek). Welche freiwilligen Aufgaben eine Kommune wahrnimmt, richtet sich dabei nach ihrer (finanziellen) Leistungsfähigkeit und wird vom örtlichen politischen Willen bestimmt.
Es existieren Mischformen: So besteht die seit den 2000er Jahren zunehmend an Bedeutung gewinnende kommunale Familienpolitik sowohl aus Pflicht- wie auch aus freiwilligen Aufgaben.

## Wirtschaft und Finanzen
Die kommunale Versorgung und Entsorgung nimmt die Mehrzahl der Kommunen eigenständig wahr. Damit erhalten die Kommunen ihren Einfluss in der Preis-, Personal-, Beschaffungs- und Umweltpolitik. Des Weiteren sichern sich die Kommunen durch eigene Stadtwerke die dauerhafte Abführung von Jahresüberschüssen und Gewerbesteuern in den städtischen Haushalt. Der politische Versuch, gemeindeeigene Stadtwerke zu verkaufen, wurde als „Verschleudern von Tafelsilber“ in den vergangenen Jahren häufig von den Bürgern abgelehnt und mit Bürgerbegehren oder Bürgerentscheiden erfolgreich verhindert.
Ziel der Kommunen ist nicht Gewinnmaximierung, sondern Gemeinwirtschaftlichkeit, die Mehrung des Gemeinwohls. Insbesondere das Kostendeckungsprinzip verhindert, dass Kommunen Abgaben erheben, deren Höhe die Kosten überschreitet und zu Gewinnen führt.
Im Rechnungswesen arbeiteten die Kommunen bisher überwiegend mit der zahlungsorientierten Kameralistik. Seit Juli 2009 sieht hierfür in Deutschland das maßgebliche Haushaltsgrundsätzegesetz (HGrG) in § 1a Abs. 1 HGrG eine kamerale oder staatliche doppelte Buchführung im Rechnungswesen (Doppik) vor. Dazu gibt es das Projekt Neues Kommunales Finanzmanagement (NKF; beispielsweise in Nordrhein-Westfalen). Im Falle der „staatlichen Doppik“ hat diese nach § 7a Abs. 1 HGrG den Vorschriften des Handelsgesetzbuchs (HGB) zu folgen, insbesondere bei der laufenden Buchführung, Inventur, Bilanzierung und Abschlussgliederung. Die Umstellung verursachte erhebliche Kosten (circa 50 bis 70 Euro je Einwohner). Diese sollen sich dadurch auszahlen, dass aufgrund des dann möglichen Kostenvergleichs zahlreiche Verwaltungsaufgaben (z. B. Liegenschaftsverwaltung, Personalverwaltung, Sozialverwaltung) zukünftig ganz oder teilweise an die kostengünstigere Privatwirtschaft vergeben werden (Auslagerung). Eine auf betriebswirtschaftlichen Kennzahlen basierende kommunale Jahresabschlussanalyse ermöglicht Erkenntnisse über den eigenen wirtschaftlichen Status im Vergleich mit anderen Kommunen.
Aufgrund ständig wachsender Aufgaben und eines deutlichen Einnahmerückganges seit dem Spitzeneinnahmejahr 2000 ist in vielen Kommunen derzeit ein striktes Absenken der Neuverschuldung unumgänglich. Der Finanzdruck ist so hoch, dass in vielen (vor allem in den größeren) Kommunen Managementreformen und Kostensenkungsmaßnahmen (Stichworte u. a.: schlanke, prozessorientierte Verwaltung, englisch lean government bzw. lean administration) schon längst nicht mehr ausreichen, um die kommunalen Haushalte auszugleichen. Die Kommunen versuchen, durch den Abbau von indirekten Aufgaben zu sparen (z. B. Finanzverwaltung, Personalverwaltung, Führungsebenen, Controlling etc.), um die Aufgaben weiter finanzieren zu können, die dem Bürger direkt zugutekommen (z. B. soziale Hilfen, Kultur, Schulen, Sport). Seit 1995 versuchten zudem die Kommunen, über riskante Finanzierungsinstrumente wie Cross-Border-Leasing, Fremdwährungskredite oder CMS-Ladder-Swaps ihre Haushaltseinnahmen zu verbessern, haben aber meist Verluste hinnehmen müssen.
Trotz einer eventuellen Zwangsverwaltung durch die Kommunalaufsicht ist keine Insolvenz möglich, da die Gemeinden nach § 12 InsO insolvenzunfähig sind. Es gibt in Deutschland noch keine Beispiele für eine Zwangsverwaltung durch die Kommunalaufsicht (Staatskommissar). Das Einsetzen eines Staatskommissars versuchen die Länder mit Vehemenz zu verhindern, da auch ein (staatlich beauftragter) Staatskommissar angesichts der Leere in den kommunalen Kassen nicht wüsste, wie selbst die nötigsten (da gesetzlich vorgeschriebenen) Ausgaben gedeckt werden könnten. Die Kommunen retten sich daher zunehmend in Kassenkredite.
2024 sind die Ausgaben der Gemeinden auf das höchste kommunale Defizit seit der Wiedervereinigung angestiegen, was u. a. auf die Sozialausgaben zurückzuführen ist. So wiesen alle Gemeinden und Gemeindeverbände (ohne Stadtstaaten) einen Fehlbetrag von 24,8 Milliarden Euro im Jahr 2024 auf. Vornehmlich waren Anpassungen der Regelsätze bei der Sozialhilfe und beim Bürgergeld sowie Personalausgaben ausschlaggebend.

## Auslagerung und Eingliederung
Die Kommunen nehmen ihre Aufgaben in vielfältigen öffentlich-rechtlichen und privat-rechtlichen Rechts- und Organisationsformen wahr. Der Trend zu Ausgliederungen von Verwaltungsbereichen verstärkt sich. Oft entfällt bereits mehr als die Hälfte aller kommunalen Ausgaben bzw. Umsätze, Investitionen und Beschäftigten auf die Beteiligungen, die in der Mehrzahl als Eigenbetriebe oder GmbH firmieren. Von den Ausgründungen versprechen sich die kommunalen Entscheidungsträger größere Effektivität und Wirtschaftlichkeit. Beispielhafte Gründe für Ausgliederungen im Detail: flexiblere Führung, flexiblere und kostengünstigere Personalwirtschaft, höhere Motivation, Reduktion von Haftungsrisiken, bessere Finanzierungs- und Kooperationsmöglichkeiten, effektiveres Prüfwesen, Nutzung steuerlicher Vorteile, Umgehung des Vergaberechts und Verdingungsrechts. Inzwischen liegen den Kommunen (nicht nur aus Deutschland, sondern z. B. auch aus dem Vereinigten Königreich, in dem Privatisierungen unter der Thatcher-Regierung weit früher begannen) zunehmend Erfahrungen vor, ob diese Erwartungen erfüllt werden oder nicht. In den letzten Jahren gibt es aufgrund enttäuschter Erwartungen bereits erste Kommunen, die das Auslagern durch Eingliederung wieder rückgängig machen.

## Gemeindetypen nach Stellung im Verwaltungsgefüge
In den einschlägigen Rechtsnormen (vor allem Kommunalrecht, Verwaltungsrecht) hat der Gesetzgeber (überwiegend die der Bundesländer) eine kaum zu durchschauende Vielzahl von verschiedenen Gemeindearten definiert. Man unterscheidet Gemeinden, die keine Kreisaufgaben übernehmen, von solchen, die auch Kreisaufgaben übernehmen. Im Folgenden werden die unterschiedlichen Bezeichnungen dieser Kommunen näher erläutert.

### Gemeinden ohne Kreisaufgaben
Die folgenden Gemeindetypen und -bezeichnungen bestehen für Gemeinden, die keine Kreisaufgaben übernommen haben.

#### Amtsangehörige Gemeinde
Kreisangehörige Gemeinde, die gleichzeitig einem Amt angehört. Das Amt ist eine Art von Gemeindeverband in den Ländern Brandenburg, Mecklenburg-Vorpommern und Schleswig-Holstein. In diesen Ländern können sich kreisangehörige Gemeinden desselben Landkreises, in Schleswig-Holstein auch kreisübergreifend, zu einem Amt (Körperschaft des öffentlichen Rechts) zusammenschließen. Das Amt erledigt für die beteiligten Gemeinden bestimmte festgelegte Aufgaben. Im Gegensatz dazu spricht man von amtsfreier Gemeinde oder amtsfreier Stadt – dort werden diese Aufgaben in eigener Zuständigkeit erledigt. Es existieren auch amtsangehörige Städte (amtsangehörige Gemeinden mit Stadtrecht), zum Beispiel Arnis oder Marne.

#### Amtsfreie Gemeinde
Kreisangehörige Gemeinde, die keinem Amt angehört. Sie nimmt alle kommunalen Aufgaben unterhalb der Kreise wahr, je nach Status (beispielsweise große kreisangehörige Stadt) auch Teile von deren Aufgaben. Es gibt sie in den Ländern Brandenburg, Mecklenburg-Vorpommern und Schleswig-Holstein. Im Gegensatz dazu die amtsangehörige Stadt oder amtsangehörige Gemeinde.

#### Einheitsgemeinde
1. Dies ist der umgangssprachliche Begriff für alle Gemeinden, insbesondere für solche Gemeinden, die aus mehreren Ortsteilen oder Ortschaften bestehen. „Die Gemeinden A, B und C wurden zu einer neuen Einheitsgemeinde D vereinigt.“ Im Saarland werden solche Gemeinden als Großgemeinden bezeichnet (so etwa Gersheim).
2. In einigen Bundesländern ist es die offizielle Bezeichnung für alle kreisangehörigen Gemeinden, die nicht Mitglied in einer Verwaltungsgemeinschaft (in Bayern und Sachsen), Samtgemeinde (in Niedersachsen) oder Verbandsgemeinde (in Sachsen-Anhalt) sind. Sie erledigen alle kommunalen Aufgaben in eigener Zuständigkeit.
3. In Hamburg und Berlin ist es der verfassungsrechtliche Begriff dafür, dass Aufgaben der Kommune und des Landes nicht getrennt sind.

#### Kreisangehörige Gemeinde
Kreisangehörige Gemeinden und Städte sind räumlich und organisatorisch einem Landkreis oder Kreis zugeordnet. Dieser nimmt je nach Leistungsfähigkeit der Gemeinde mehr oder weniger Aufgaben für diese wahr. Dazu gehören meistens der Bereich der Bauordnung, der Jugendpflege, die Schulträgerschaft für Förderschulen und berufliche Schulen, das Krankenhauswesen, die Müllentsorgung, die Verkehrssicherung und -überwachung. Die Gemeinden sind in Selbstverwaltungsangelegenheiten der Rechtsaufsicht des (Land-)Kreises unterstellt. Im Gegensatz dazu ist die kreisfreie Stadt für alle Aufgaben der Gemeinde wie auch des (Land-)Kreises zuständig. 99 % der Gemeinden in Deutschland sind kreisangehörige Gemeinden.

#### Mitgliedsgemeinde
Für Gemeinden, die Teil einer Verwaltungskooperation sind, wird oft die Bezeichnung Mitgliedsgemeinde verwendet. Dies ist so in Baden-Württemberg für eine Gemeinde, die zu einer Verwaltungsgemeinschaft – vereinbarte Verwaltungsgemeinschaft oder Gemeindeverwaltungsverband – gehört, ebenso bei den Verwaltungsgemeinschaften in Bayern, Sachsen und Thüringen, bei den Samtgemeinden in Niedersachsen und bei den Verbandsgemeinden in Sachsen-Anhalt.
- in Baden-Württemberg eine Gemeinde, die zu einer Verwaltungsgemeinschaft gehört, siehe vereinbarte Verwaltungsgemeinschaft und Gemeindeverwaltungsverband
- in Bayern eine Gemeinde, die zu einer Verwaltungsgemeinschaft gehört, siehe Verwaltungsgemeinschaft (Bayern)
- in Niedersachsen eine Gemeinde, die zu einer Samtgemeinde gehört, siehe Samtgemeinde
- in Sachsen eine Gemeinde, die zu einer Verwaltungsgemeinschaft gehört, siehe Verwaltungsgemeinschaft (Sachsen)
- in Sachsen-Anhalt eine Gemeinde, die zu einer Verbandsgemeinde gehört, siehe Verbandsgemeinde (Sachsen-Anhalt)
- in Thüringen eine Gemeinde, die zu einer Verwaltungsgemeinschaft gehört, siehe Verwaltungsgemeinschaft und erfüllende Gemeinde (Thüringen)

#### Ortsgemeinde
In Brandenburg und Rheinland-Pfalz ist dies die Bezeichnung für alle Gemeinden, die einer Verbandsgemeinde angehören. Der Gesetzgeber wollte den allgemeinen Begriff „Gemeinde“ stärker von der „Verbandsgemeinde“ als einer besonderen Art der Verwaltungseinheit abheben.

#### Regionalverbandsangehörige oder (städte)regionsangehörige Gemeinde/Stadt
Dies sind Gemeinden, die dem Regionalverband Saarbrücken, der Region Hannover oder der Städteregion Aachen angehören. Dies sind Kommunalverbände besonderer Art. Ihre Mitgliedsgemeinden sind den „kreisangehörigen Gemeinden“ der Landkreise vergleichbar.

#### Trägergemeinde
Dies ist die geschäftsführende Gemeinde in einem Amt.

#### Verbandsangehörige Gemeinde/Stadt
Gemeinde, die einer Verbandsgemeinde in Rheinland-Pfalz angehört. Die Gemeinden behalten ihre rechtliche Selbständigkeit. In Sachsen-Anhalt wird der Ausdruck selten verwendet, dafür eher die Begriffe „Gemeinde“ oder „Mitgliedsgemeinde eines Verwaltungsverbands“.

#### Verbandsfreie Gemeinde/Stadt
In Rheinland-Pfalz ist dies eine kreisangehörige Gemeinde, die keiner Verbandsgemeinde angehört und insofern alle Aufgaben in eigener Zuständigkeit erledigt. Im Gegensatz dazu steht die Ortsgemeinde als verbandsangehörige Gemeinde. Auch Städte können verbandsangehörige bzw. verbandsfreie Gemeinden sein.

#### Verwaltungsgemeinschaftsangehörige Gemeinde
Kreisangehörige Gemeinde, die einer Verwaltungsgemeinschaft angehört, die bestimmte Aufgaben für sie erledigt – im Gegensatz zur „verwaltungsgemeinschaftsfreien Gemeinde“, die alle Aufgaben in eigener Zuständigkeit erledigt. Verwaltungsgemeinschaftsangehörige Gemeinden gibt es in Baden-Württemberg, Bayern, Sachsen und Thüringen, wobei der Begriff äußerst selten gebraucht wird. Man spricht hier jeweils nur von „Gemeinden“ oder „Mitgliedsgemeinden einer Verwaltungsgemeinschaft“. Die Gemeinde, die hierbei die Aufgaben für die andere wahrnimmt, wird oftmals als erfüllende Gemeinde bezeichnet.

### Gemeinden mit Kreisaufgaben
Vor allem einwohnerreiche Gemeinden haben ganz oder teilweise Aufgaben des Landkreises übernommen.

#### Große kreisangehörige Stadt
Große kreisangehörige Stadt ist ein Begriff aus dem Kommunalrecht der Länder Brandenburg, Mecklenburg-Vorpommern, Nordrhein-Westfalen, Rheinland-Pfalz, Schleswig-Holstein und Thüringen. Städte in Nordrhein-Westfalen mit mehr als 60.000 Einwohnern, in Schleswig-Holstein mit mehr als 50.000 Einwohnern, in Brandenburg mit mehr als 35.000 Einwohnern sowie in Rheinland-Pfalz mit mehr als 25.000 Einwohnern tragen diese Bezeichnung. In Brandenburg erhalten kreisangehörige Städte den Status durch Rechtsverordnung des Ministers des Innern, wenn die letzte vom Amt für Statistik Berlin-Brandenburg veröffentlichte fortgeschriebene Bevölkerungszahl (30. Juni und 31. Dezember eines jeden Jahres) die erforderliche Zahl von 35.000 Einwohnern erreicht. Die Entziehung dieses Status kann unter bestimmten Umständen durch Rechtsverordnung erfolgen. In Nordrhein-Westfalen existiert eine ähnliche Regelung wie in Brandenburg. Gemäß § 4 der Gemeindeordnung für das Land Nordrhein-Westfalen gilt dabei der Schwellenwert von 60.000 Einwohnern; die Landesregierung bestimmt durch Rechtsverordnung als große kreisangehörige Städte diejenigen Städte, die diesen Schwellenwert an drei aufeinanderfolgenden Stichtagen (30. Juni, 31. Dezember) überschreiten. Zudem ist eine kreisangehörige Stadt auf Antrag zu einer großen kreisangehörigen Stadt zu bestimmen, wenn ihre maßgebliche Einwohnerzahl an drei aufeinanderfolgenden Stichtagen mehr als 50.000 Einwohner beträgt. Die Streichung dieses Status erfolgt ebenfalls durch Rechtsverordnung, entweder auf Antrag der Stadt, wenn die erforderliche Einwohnerzahl an fünf aufeinanderfolgenden Stichtagen um mehr als zehn Prozent unterschritten wird, oder von Amts wegen, wenn die erforderliche Einwohnerzahl an fünf aufeinanderfolgenden Stichtagen um mehr als zwanzig Prozent unterschritten wird. Große kreisangehörige Städte erledigen zusätzlich Aufgaben, für die bei kleineren Gemeinden der Kreis zuständig ist. Große kreisangehörige Städte nehmen entsprechend ihrer Leistungsfähigkeit im Verhältnis zu den mittleren kreisangehörigen Städten ein umfangreicheres Aufgabenspektrum wahr. Einige kreisangehörige Städte haben einen besonderen Status.

#### Große Kreisstadt
In Baden-Württemberg, Bayern, Sachsen und Thüringen existieren kreisangehörige Städte, die teilweise Aufgaben des Landkreises übernehmen. Sie erhalten – wenn sie eine bestimmte Einwohnergrenze überschritten haben – auf Antrag der Stadt von der jeweiligen Landesregierung den besonderen Titel Große Kreisstadt. Mit der Verleihung des Titels werden auch die zusätzlichen Aufgaben übertragen. Eine Große Kreisstadt ist nicht notwendigerweise Kreisstadt (ihres Landkreises), denn es kann auch mehrere Große Kreisstädte innerhalb eines Landkreises geben. Andererseits kann es Kreisstädte geben, also Städte, die Sitz einer Kreisverwaltung sind, die jedoch keine Großen Kreisstädte sind (wie etwa Tauberbischofsheim, Kreisstadt des Main-Tauber-Kreises; hingegen sind zwei andere Städte im Main-Tauber-Kreis, Bad Mergentheim und Wertheim, Große Kreisstädte). Die Einwohnergrenze ist unterschiedlich geregelt. In Baden-Württemberg und Sachsen liegt sie bei 20.000, in Bayern bei 30.000 Einwohnern. Den Anträgen der jeweiligen Stadt wird in aller Regel entsprochen. Bei Gemeinden, die vorher noch kein Stadtrecht hatten, ist diese Erklärung automatisch mit dem Stadtrecht verbunden. Jüngstes Beispiel aus Baden-Württemberg: Die Gemeinde Remseck am Neckar, Landkreis Ludwigsburg, ist seit 1. Januar 2004 „Große Kreisstadt“ und darf sich somit „Stadt Remseck am Neckar“ nennen. In Bayern wurde der Status „Große Kreisstadt“ mit der Gebietsreform 1972 eingeführt. Damals hatte Bayern noch sehr viele kreisfreie Städte, die man in die Landkreise eingliedern wollte. Dennoch wollte man ihnen gewisse Aufgaben überlassen. Es gibt daher Städte mit weniger als 30.000 Einwohnern, die den Status „Große Kreisstadt“ haben, weil sie vor 1972 kreisfrei waren, etwa Deggendorf oder Rothenburg ob der Tauber. In Sachsen wurde der Titel „Große Kreisstadt“ nach 1990 im Zuge der Wiedererrichtung der Länder in Anlehnung an das baden-württembergische Kommunalrecht eingeführt. In Thüringen wird der Titel denjenigen Städten verliehen, die sich als kreisfreie Städte in einen Landkreis eingliedern lassen und nicht zum Kreissitz bestimmt werden.

#### Große selbständige Stadt
In Niedersachsen sind „große selbständige Städte“ kreisangehörige Städte, die teilweise Aufgaben des Landkreises übernehmen. Sie sind in § 10 der Niedersächsischen Gemeindeordnung abschließend aufgezählt. Es handelt sich um die sieben Städte Celle, Cuxhaven, Goslar, Hameln, Hildesheim, Lingen (Ems) und Lüneburg. Sie haben in der Regel mehr als 50.000 Einwohner und kommen aufgrund ihrer zusätzlichen Aufgaben in weiten Teilen den „kreisfreien Städten“ gleich.

#### Kreisfreie Stadt
Größere Gemeinden – meist sind es Großstädte oder größere Mittelstädte – gehören in der Regel keinem Kreis/Landkreis an. Man nennt sie daher „kreisfreie Städte“. Sie erledigen alle Aufgaben, die bei kreisangehörigen Gemeinden der jeweilige Landkreis erledigt, in eigener Zuständigkeit.

#### Mittelstadt
Eine Mittelstadt ist
1. In der Statistik eine Stadt mit mehr als 20.000, aber weniger als 100.000 Einwohnern
2. Im Saarland Städte mit „mehr als 30.000 Einwohnern, die nicht Kreisstadt sind“. Dieser rechtliche Begriff ist somit de facto den beiden Städten St. Ingbert und Völklingen vorbehalten. Beide Städte sind kreis- bzw. regionalverbandsangehörig, haben jedoch aufgrund ihrer Größe teilweise Aufgaben des Landkreises übernommen. Sie wurden vom Gesetzgeber somit den Kreisstädten nahezu gleichgestellt. Als Besonderheit führen sie ein eigenständiges Kfz-Kennzeichen (IGB bzw. VK), was sonst normalerweise nur Landkreisen bzw. kreisfreien Städten vorbehalten ist.

#### Mittlere kreisangehörige Stadt
Den Status mittlere kreisangehörige Stadt gibt es nur in Nordrhein-Westfalen und Brandenburg für kreisangehörige Gemeinden mit mehr als 20.000 bzw. 25.000 Einwohnern.

#### Selbständige Gemeinde
Eine selbständige Gemeinde ist
1. umgangssprachlich eine Gemeinde im Gegensatz zum Ortsteil oder Wohnplatz
2. in Niedersachsen eine kreisangehörige Stadt, Gemeinde oder Samtgemeinde, die teilweise Aufgaben des Landkreises übernimmt. Nach § 12 der Niedersächsischen Gemeindeordnung haben alle Gemeinden mit mehr als 30.000 Einwohnern diese Rechtsstellung, sofern sie keine „großen selbständigen Städte“ bzw. keine „kreisfreien Städte“ sind. Sinkt die Einwohnerzahl unter die Grenze von 30.000, so behält die Gemeinde dennoch ihren Status als „selbständige Gemeinde“ bei. Auch Gemeinden zwischen 20.000 und 30.000 Einwohnern können auf Antrag von der Landesregierung zu „selbständigen Gemeinden“ erklärt werden. Sofern dies geschieht, wird es im Ministerialblatt veröffentlicht. Wenn die Einwohnerzahl unter die Grenze von 20.000 absinkt, kann allerdings der Status der „selbständigen Gemeinde“ wieder entzogen werden.

#### Sonderstatusstadt
In Hessen tragen Städte, die teilweise Aufgaben des Landkreises übernehmen, den Titel Sonderstatusstadt. Es handelt sich dabei um die sieben Städte, deren Einwohnerzahl zwischen 50.000 und 100.000 liegt: Bad Homburg vor der Höhe, Fulda, Gießen, Hanau, Marburg, Rüsselsheim am Main und Wetzlar. Einige waren vor 1972 bzw. 1974 kreisfreie Städte.

#### Stadtkreis
Stadtkreis ist die Bezeichnung für eine „kreisfreie Stadt“ in Baden-Württemberg.

### Stadtstaaten
Für Gemeinden, die zugleich Staatsqualität aufweisen, ist die Bezeichnung „Stadtstaat“ geläufig. Sie wird verwendet für die Länder Berlin und Hamburg, die zugleich jeweils eine Gemeinde bilden, sowie für das Land Bremen, in dem neben der Stadtgemeinde Bremen auch die Stadtgemeinde Bremerhaven besteht.

## Weitere Gemeindetypen und Bezeichnungen
Ferner gibt es weitere, mehr oder weniger verbreitete und geläufige Bezeichnungen für Typen von Gemeinden oder Gemeindeteilen. Viele Städte verwenden auf ihrem Ortsschild oder in der Werbung zusätzliche (Selbst-)Bezeichnungen zur Charakterisierung. Diese Bezeichnungen haben keine verwaltungsrechtliche Bedeutung. Individuelle Bezeichnungen wie Goldstadt Pforzheim oder Reiterstadt Verden werden in der folgenden alphabetisch sortierten Liste nicht aufgeführt.

### Moderne Bezeichnungen

#### Bundesstadt
Bundesstadt ist der Titel, den die Stadt Bonn in Deutschland seit dem 26. April 1994 trägt. Dieser Titel gehört zu den Zugeständnissen an den ehemaligen Regierungssitz nach dem Umzug der Bundesregierung nach Berlin. Mit diesem Titel verbunden sind im Rahmen des Berlin/Bonn-Gesetzes diverse Privilegien wie der offizielle Zweitsitz des Bundespräsidenten und Bundeskanzlers sowie der Verbleib des größten Teils der Arbeitsplätze in den Bundesministerien.

#### Fremdenverkehrsgemeinde, Luftkurort, Erholungsort
Für Gemeinden mit hohem Tourismus gibt es die staatlich vergebenen Prädikatsbezeichnungen: Fremdenverkehrsgemeinde, Luftkurort und Erholungsort.

#### Großstadt
Alle Städte, die mehr als 100.000 Einwohner haben, werden nach einem Beschluss der Internationalen Statistikkonferenz von 1887 als „Großstadt“ gezählt.

#### Industriestadt
Im engeren Sinne bezeichnet man mit dem Begriff „Industriestadt“ einen Ort, der im Zuge der Industrialisierung im 19. Jahrhundert und Anfang des 20. Jahrhunderts entstand. Der Siedlungzweck war es fast ausschließlich, den Arbeitern und Angestellten einen Wohnbereich in der Nähe ihrer industriellen Arbeitsstätte zu bieten. Als typische Industriestadt des 20. Jahrhunderts können die Städte Wolfsburg und Eisenhüttenstadt bezeichnet werden. Faktisch sind allerdings fast alle deutschen Großstädte und die meisten größeren Mittelstädte Industriestädte in dem Sinne, dass sie ihr Wachstum der zunehmenden Industrialisierung Ende des 19. und Anfang des 20. Jahrhunderts verdanken. Manche Großstädte sind im Bewusstsein einer Mehrheit der deutschen Bevölkerung reine Industriestädte, die ihre Entstehung alleine der Ansiedlung der Schwerindustrie verdanken, obwohl sie, wie Duisburg oder Dortmund, zu den ältesten Städten Deutschlands gehören.

#### Kreisstadt
Kreisstadt ist die Bezeichnung für eine Gemeinde, die Sitz der (Land-)Kreisverwaltung sowie gegebenenfalls weiterer zentraler Einrichtungen ist. Besondere Rechte ergeben sich aus dem Titel Kreisstadt grundsätzlich nicht. Falls die Gemeinde, die ein Landratsamt bzw. eine Kreisverwaltung beherbergt, keine Stadtrechte besitzt, ist sie ein Kreishauptort. Garmisch-Partenkirchen ist derzeit der einzige Kreishauptort in Deutschland. Früher waren in Niedersachsen Westerstede (Landkreis Ammerland) und Wittlage (jetzt Ortsteil der Gemeinde Bad Essen), in Nordrhein-Westfalen Brake in Lippe (jetzt Stadtteil der Stadt Lemgo) und in Bayern Berchtesgaden, Mallersdorf, Roding und Wegscheid Kreishauptorte.

#### Kurstadt, Kurort, Bad
Gemeinden, die Kureinrichtungen besitzen, nennen sich oftmals Heilbad, Kurstadt, Kurort oder Luftkurort. Der Zusatz „Bad“ wird von der Regierung verliehen. Zahlreiche Küstengemeinden in Mecklenburg-Vorpommern bezeichnen sich als Seebad.

#### Landeshauptstadt
Landeshauptstadt ist die offizielle Bezeichnung der Hauptstädte in den Flächenländern der Bundesrepublik Deutschland. Entsprechende Regelungen ergeben sich aus den jeweiligen Gemeindeordnungen oder Kommunalverfassungen.

#### Messestadt
Messestadt ist meist ein selbst verliehener kennzeichnender Titel für Städte mit einer regelmäßig durchgeführten (i. d. R. überregional bekannten) Wirtschaftsmesse. Beispiele: Hannover, Köln und Leipzig.

#### Universitätsstadt/Hochschulstadt/Hochschulstandort

Ortstafel Erlangen mit Zusatz Universitätsstadt

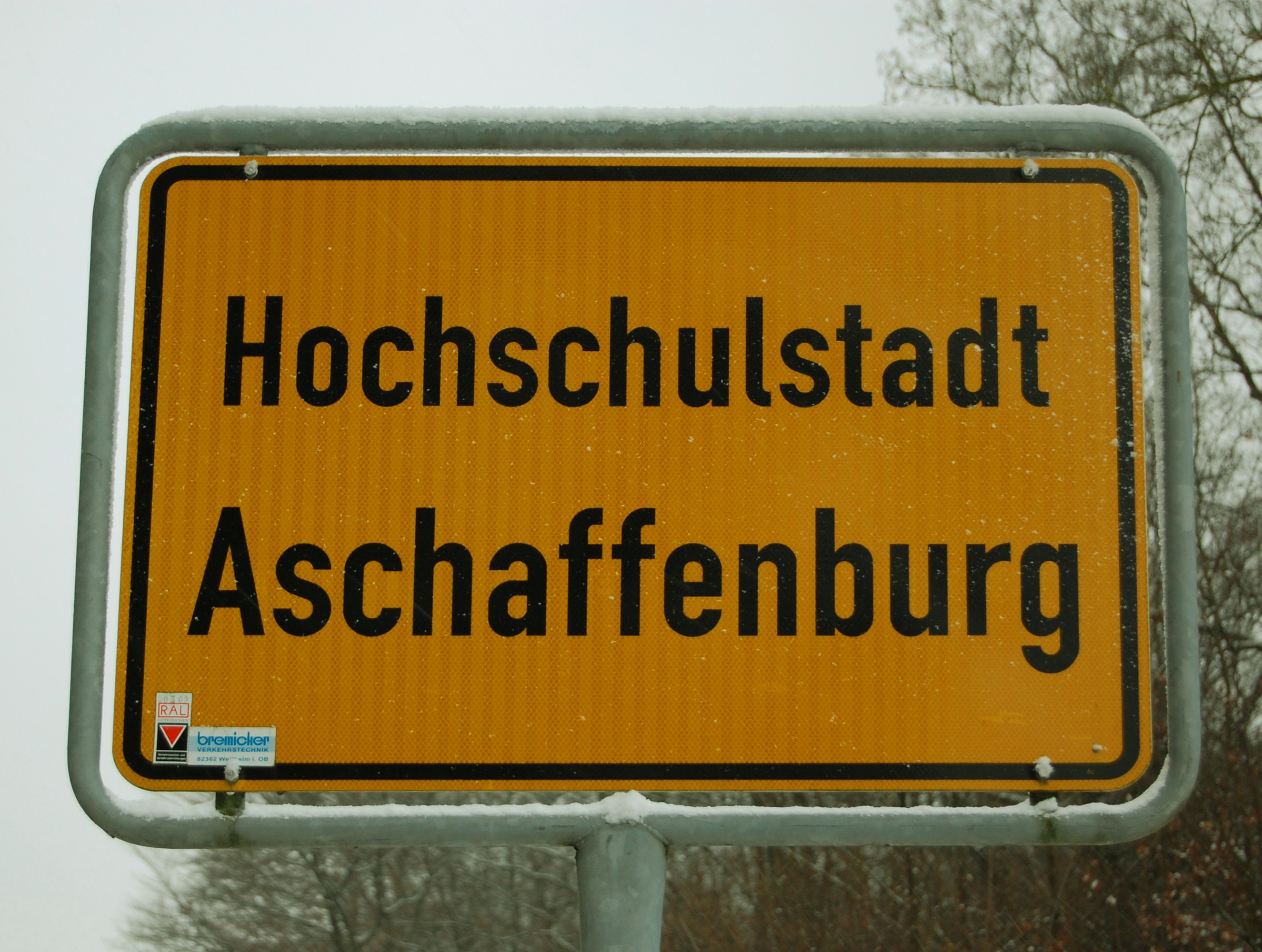
Ortstafel Aschaffenburg mit Zusatz Hochschulstadt

Städte, die eine Universität haben, nennen sich gelegentlich Universitätsstadt. Beispiele (im Ortsschild): Bamberg, Eichstätt, Greifswald, Halle (Saale), Konstanz, Mannheim, Marburg, Saarbrücken, Siegen, Trier, Tübingen, Ulm oder Würzburg. Außerdem lautet die Bahnhofsansage in Gießen, Göttingen, Halle (Saale), Jena, Lüneburg, Oldenburg, Paderborn jeweils „Herzlich willkommen in der Universitätsstadt …“.
Städte mit Fachhochschule tragen teilweise in Anlehnung die Bezeichnung „Fachhochschulstadt“ auf Ortsschildern und in Bahnhofsansagen (so zum Beispiel Aschaffenburg oder Deggendorf), Gemeinden mit Hochschule die Bezeichnung „Hochschulstandort“ (so zum Beispiel Neuendettelsau), Neubiberg mit der Universität der Bundeswehr nennt sich „Universitätsgemeinde Neubiberg“ und Iffeldorf mit dem Limnologischen Institut der TU München/Weihenstephan nennt sich auf den Ortsschildern ebenfalls „Universitätsgemeinde“.

### Weitere Bezeichnungen

#### Bergstadt
Eine Stadt, in der Bergbau betrieben wurde oder wird, durfte sich früher „Bergstadt“ nennen. Diese Bezeichnung kann beibehalten werden, auch wenn die Stadt kein aktives Bergwerk mehr besitzt. Die Stadt hat dadurch besondere Rechte, insbesondere das Bergregal. Beispiele für Bergstädte: Annaberg-Buchholz, Clausthal-Zellerfeld und Freiberg.

#### Flecken
Flecken ist eine historisch überlieferte Bezeichnung für eine größere kreisangehörige Gemeinde mit stadtähnlichen Rechten. Der Titel „Flecken“ war ursprünglich mit besonderen Rechten, wie dem Marktrecht, verbunden. Nachdem diese Rechte anderweitig geregelt sind, hat die Bezeichnung Flecken faktisch keine Bedeutung mehr. Gemeinden dürfen jedoch nach dem jeweils geltenden Landesrecht (z. B. § 20 Abs. 2 Niedersächsisches Kommunalverfassungsgesetz NKomVG) ihre überlieferten Bezeichnungen führen. Flecken gibt es vor allem in Niedersachsen (Siehe: Liste der Flecken in Niedersachsen) und Sachsen-Anhalt (z. B. Diesdorf oder Calvörde). In Schleswig-Holstein gab es den Begriff bis 1934. Damals wurde der letzte Flecken Arnis zur Stadt erhoben.
Siehe auch: Minderstadt, „Freiheit“, „Markt, Marktdorf, Marktflecken, Marktgemeinde, Marktort“, „Weichbild, Wigbold“

#### Freiheit
Freiheit ist eine historisch überlieferte Bezeichnung für eine größere kreisangehörige Gemeinde mit stadtähnlichen Rechten. Der Titel „Freiheit“ war vor allem in Westfalen üblich, wird jedoch meist nicht mehr verwendet, da die betroffenen Gemeinden inzwischen zu einer „Stadt“ geworden sind oder in eine andere Stadt/Gemeinde eingemeindet wurden; vgl. „Flecken“ und Minderstadt. In diese Kategorie könnte auch die Bezeichnung „Freiung“ oder „Freyung“ fallen, die vor allem in Bayern auftaucht, z. B. „Freiyung Zeil“. (Auch dürfte die Stadt Freyung im Landkreis Freyung-Grafenau ihren Namen aus dieser alten Bezeichnung herleiten können.) In Hessen gibt es darüber hinaus den Ort Freigericht, der ebenfalls in diese Kategorie gehört und in der Zeit der Staufer-Kaiser reichsunmittelbar war.

#### Freie Stadt
Die beiden Städte Bremen und Hamburg tragen traditionell den Zusatz „Freie Stadt“ als Ausdruck ihrer in Teilen noch bestehenden Eigenstaatlichkeit (vergleiche Freistaat). Diese ehemaligen Freien Reichsstädte und Stadtrepubliken tragen somit den Titel Freie (und) Hansestadt (bis 1937 auch Lübeck).

#### Hafenstadt
Städte, die einen Hafen haben, nennen sich gelegentlich „Hafenstadt“.

#### Hansestadt
Städte, die im Mittelalter Mitglied des Städtebundes der „Hanse“ waren, nennen sich teilweise immer noch „Hansestadt“. Darunter Bremen, Hamburg und Lübeck, die teilweise zu den ersten Mitgliedern der Hanse zählten und als Sachwalter deren Erbe übernahmen. Neben diesen bislang offiziell so benannten Hansestädten sind weitere 15 Städte seit 1990 hinzugekommen (Stand 2009), die diesen Zusatz vor dem Stadtnamen führen und sich so zu ihrer ehemaligen Hansetradition bekennen. Die Kfz-Kennzeichen haben dort teilweise die Besonderheit, dass sie mit einem „H“ beginnen (HB, HGW, HH, HL, HRO, HST und HWI). Hierbei sind HB, HL und HH Kennzeichen von Städten, welche in den „alten Bundesländern“ zu finden sind und bis heute (Hamburg und Bremen) bzw. bis in die Nazizeit (vgl. Lübeck-Urteil) eine Tradition der (gliedstaatlichen) Eigenständigkeit bewahren konnten. Die übrigen Hansestadt-Kennzeichen wurden allesamt im Zuge der deutschen Wiedervereinigung vergeben.

#### Markt, Marktdorf, Marktflecken, Marktgemeinde, Marktort
Markt (Marktdorf, Marktort) war ursprünglich eine Bezeichnung für eine Gemeinde, die das Recht hatte, Märkte abzuhalten (Marktrecht). Größere Märkte wurden auch als „Marktflecken“ bezeichnet. Diese Gemeinden hatten dann stadtähnliche Rechte (Minderstadt). Nachdem das Marktrecht anderweitig geregelt ist (grundsätzlich kann jede Gemeinde Märkte abhalten), hat die Bezeichnung „Markt“ keine diesbezügliche Bedeutung mehr. In Bayern hingegen können größere kreisangehörige Gemeinden auf deren Antrag noch von der Bayerischen Staatsregierung offiziell zum „Markt“ erklärt werden. Das bayerische Kommunalrecht unterscheidet insofern bei kreisangehörigen Gemeinden zwischen Städten, Märkten und Gemeinden. Der Begriff „Marktgemeinde“ ist in Bayern keine offizielle Bezeichnung für eine Kommune. Es kommt dort aber vor, dass der Begriff „Markt“ offizieller Bestandteil des Gemeindenamens ist, z. B. Markt Berolzheim, Markt Bibart, Markt Einersheim.

#### Stadt
„Städte“ sind Gemeinden, welche den Titel „Stadt“ führen dürfen, ohne dass ihnen dadurch sonstige Rechte und Pflichten zustehen. Früher war die Stadterhebung mit vielen Privilegien verbunden, etwa dem Marktrecht oder dem Recht, eigene Steuern zu erheben. Auch ehemalige Gemeinden, die den Titel „Stadt“ aus historischer Zeit führen, können ihn teilweise weiter führen, beispielsweise die Stadt Blankenberg. Im Zuge der Gemeindereform konnte es vorkommen, dass der Titel „Stadt“ einer früheren Gemeinde auf die neu gebildete Gemeinde „übertragen“ wurde. So schlossen sich die Städte Gochsheim (Baden) und Unteröwisheim 1971 mit anderen Gemeinden zur neuen Gemeinde Kraichtal zusammen, die sich seither „Stadt Kraichtal“ nennen darf. Andererseits konnte es aber sein, dass der Titel „Stadt“ für die neue Gemeinde keine Anwendung mehr findet, die ehemalige Stadt den Titel als heutiger Ortsteil jedoch weiter führen darf, z. B. die Gemeinde Wachtendonk in Nordrhein-Westfalen mit ihrem Ortsteil „Stadt Wachtendonk“. Neu gebildete Gemeinden können von der jeweiligen Landesregierung zu Städten erhoben werden. Meist geschieht dies auf Antrag der jeweiligen Gemeinde. Als Voraussetzung gilt das Überschreiten einer bestimmten Einwohnerzahl (etwa 10.000; in NRW 25.000) sowie das Aufweisen eines „städtischen Gepräges“. Einige Gemeinden verzichten bewusst auf die Stadtrechte, vergleiche dazu Haßloch.

#### Weichbild (Wigbold)
„Weichbild“ (vergleiche niederländisch wijk ‚Ortsteil‘, ‚Viertel‘) ist eine historisch überlieferte Bezeichnung für eine größere kreisangehörige Gemeinde mit stadtähnlichen Rechten. Die westfälische Variante Wiegbold oder Wigbold war noch im 20. Jahrhundert gebräuchlich.

#### Munizipalität
Als Munizipalität wird eine administrative Gemeindestruktur (Kanton) bezeichnet, die seit Anfang des 19. Jahrhunderts in den unter Napoléon Bonaparte französisch besetzten Gebieten Deutschlands eingeführt wurde.

## Verschiedenes

### Lage
List auf Sylt ist die nördlichste Gemeinde Deutschlands, Selfkant die westlichste, Oberstdorf die südlichste und Neißeaue die östlichste Gemeinde. Diese Gemeinden haben sich aufgrund ihrer Lage im Zipfelbund zusammengeschlossen, wobei anstelle von Neißeaue dessen Nachbarstadt Görlitz Mitglied ist. Feldberg ist mit rund 1277 m ü. NN die Gemeinde mit dem am höchsten gelegenen Ortskern, danach folgen der Ortsteil Winklmoos-Alm der Gemeinde Reit im Winkl mit rund 1170 m und der Ortsteil Oberjoch der Gemeinde Bad Hindelang mit rund 1136 m. Die Gemeinde mit dem höchsten Punkt ist Grainau mit der Zugspitze, über deren 2962 m hohen Gipfel die Grenze zwischen Deutschland und Österreich verläuft, die gleichzeitig die südliche Gemeindegrenze ist. Die Gemeinde mit dem tiefsten Punkt im Gelände (3,5 m unter NN) ist Neuendorf-Sachsenbande in Schleswig-Holstein.

### Eine deutsche Gemeinde in der Schweiz

Lage von Büsingen am Hochrhein im deutsch-schweizerischen Grenzgebiet

Büsingen am Hochrhein ist eine deutsche Gemeinde am rechten Ufer des Rheins im baden-württembergischen Landkreis Konstanz. Der Ort ist gänzlich vom Schweizer Staatsgebiet umgeben. Als Österreich 1770 seine Rechte an den Dörfern Ramsen und Dörflingen an das eidgenössische Zürich verkaufte, wurde Büsingen zu einer Enklave in der Schweizerischen Eidgenossenschaft und seitdem trennen 680 Meter Luftlinie Büsingen von seinem Mutterland Deutschland.

### Gemeindenamen ohne gleichnamige Ortschaften
Nicht jede Gemeinde hat eine Siedlung gleichen Namens, beispielsweise Ahorntal, Am Salzhaff und Baiern oder Stemwede.

### Namensbesonderheiten
Die alphabetische Reihenfolge der Gemeinden wird angeführt von Aach in Baden-Württemberg und Aach in Rheinland-Pfalz und wird mit Zwönitz in Sachsen abgeschlossen. Zyfflich ist ein Gemeindeteil von Kranenburg (Niederrhein) und steht im Postleitzahlenbuch an letzter Stelle.
Es gibt keine Gemeinde mit nur einem Buchstaben, die Gemeinde mit dem kürzesten Namen ist Au in Baden-Württemberg (sowie mit Namenserweiterungen die Gemeinden Au in der Hallertau in Bayern, Au an der Sieg in Nordrhein-Westfalen und Au am Rhein in Baden-Württemberg). Es gibt 23 Gemeinden mit drei Buchstaben, 17 davon ohne Erweiterung (Alf, Aub, Aue, Ayl, Bäk, Ehr, Elz, Hof (BY), Hof (RP), Huy, Lam, Löf, Lug, Ney, Rom, Ueß und Ulm) und 6 mit Erweiterungen (Auw bei Prüm, Auw an der Kyll, Egg an der Günz, Rot am See, Rot an der Rot, Wyk auf Föhr). Die Gemeinde mit dem längsten Namen (ohne Namenszusätze) ist Hellschen-Heringsand-Unterschaar mit 32 Zeichen, die Gemeinde mit dem längsten Namen in einem Wort ist Heiligenstedtenerkamp mit 21 Zeichen.